# Héctor Echemendía
Héctor Benito Echemendía Ruiz de Villa (Camagüey, 17 de noviembre de 1938) es un actor cubano de teatro, cine, radio y televisión cubana. Se dio a conocer con su personaje de Iznaga en la serie de televisión Dos hermanos.

## Biografía
Titulado como operador de Plantas Comerciales en 1956, comienza a trabajar en la emisora CMJA, Camagüey como operador de planta comercial de radio.
En 1960 trabaja como actor en el grupo de aficionados dirigido por Miguel Ponce, que en l961 se profesionaliza con el nombre de Conjunto Dramático de Camagüey. En 1968 se incorpora al Conjunto Dramático de Oriente, Santiago de Cuba. En 1971 contrae matrimonio con la también actriz Elsa Blanco y en 1975 regresa al Conjunto Dramático de Camagüey.En 1984 se incorpora al grupo Dramático de Radio Cadena Agramonte, Camagüey, donde trabaja en toda la extensa programación radial. En 1992 se traslada a la Ciudad de La Habana donde continua sus participaciones en el teatro y la radio, pero principalmente en la televisión.
En 1994 recibe la más grande distinción que otorga la Ciudad de Camagüey "Hijo distinguido de la Ciudad de Camagüey".
En 2004 recibe el reconocimiento único "la Radio sentido de una Vida", por el 80 aniversario de Radio Cadena Agramonte, Camagüey.
Trabajó para cabaret durante los años 84 al 90 con el personaje del gallego,  del bufo del gallego la mulata y el negrito.
Ha trabajado y lo sigue haciendo en las tesis de graduación de los alumnos del ISA y de la Escuela Internacional de Cine y Televisión de San Antonio de los Baños.
Ha ejercido como jurado en:
- Encuentro Provincial de Teatro Infantil de Camagüey, 19575
- Festival de la Radio, 1986
- Festival de Teatro Camagüey 2000
- Teatro de pequeño formato, Holguín 2004
- Premio Caricato, UNEAC
- Actuación de teatro 2006
- Tercer festival TV, 2006
- Caricato UNEAC de actuación en TV, 2007
- Jurado en el premio CARICATO de radio, 2010

## Trayectoria artística

### Filmografía
| Año  | Título                             | Personaje               | Dirección y producción                                           |
| ---- | ---------------------------------- | ----------------------- | ---------------------------------------------------------------- |
| 2012 | Un siglo de El Vedado (Documental) |                         | Dir. Cristina Fernández y Carlos E. León                         |
| 2011 | La guarida del topo                | Tío Raúl                | Alfredo Ureta. Televisión Cubana y AURORA Productions            |
| 2007 | Fábrica de humo                    | Joé, padre de Sebastián | Dir. Adrian Replanski y Leonid López. Prod. Anet Angueira        |
| 2004 | Al otro lado                       | Abuelo de Ángel         | Dir. Gustavo Loza. Instituto Mexicano de Cinematografía (IMCINE) |
| 2002 | El misterio Galíndez               |                         | Dir. Gerardo Herrero                                             |
| 1999 | Cuba                               |                         | Dir. Pedro Carvajal                                              |
| 1997 | Kleines Tropicana - Tropicanita    | Rudolf Pangloss         | BMG InternationaleICAIC                                          |
| 1997 | La rumbera                         |                         | Dir. Piero Vivarelly                                             |
| 1997 | Amor vertical                      |                         | Dir. Arturo Sotto                                                |
| 1997 | Mambí                              |                         | Dir. Santiago y Teodoro Ríos                                     |
| 1996 | Ilona regresa con la lluvia        |                         | Dir. Sergio Cabrera.                                             |
| 1994 | Un tiburón en La Habana            |                         | Dir. Alain Naltum.                                               |
| 1989 | La bella del Alhambra              | El Gallego              | Dir. Enrique Pineda. ICAIC y Televisión Española TVE             |
| 1978 | Una mujer, un hombre, una ciudad   |                         | Dir. Manuel Octavio Gómez                                        |
| 1977 | El brigadista                      |                         | Octavio Cortázar. ICAIC                                          |

### Televisión
Telenovelas
| Año  | Telenovela                         | Personaje          |
| ---- | ---------------------------------- | ------------------ |
| 1992 | Pasión y prejuicio                 | Ramón              |
| 1992 | Tierra brava                       | Actuación especial |
|      | Si me pudieras querer              |                    |
| 1996 | Entre mamparas                     | Pablito (viejo)    |
|      | Cuando el agua regresa a la tierra |                    |
|      | El eco de las piedras              |                    |
|      | Las huérfanas de la Obra Pía       |                    |
|      | Violetas de agua                   |                    |
|      | Amigas                             |                    |
|      | Añorado encuentro                  |                    |

Series
- Terre indigo (1996) Producción TF1 y Neria Productions...como Henry Vallogne (1 episodio)
- Hermanos (1989)

### Teatro
- De 1961 a 1968 - Conjunto Dramático de Camagüey, Camagüey, 
  - Monte Adentro
  - La Reforma agraria
  - Santa Juana de América
  - El velorio de Pachencho
  - Collacocha
  - Santa Camila de la Habana vieja
  - Los Prodigiosos
  - Vive como quieras
  - La casa de té de la luna de agosto
- De 1968 a 1975 - Conjunto Dramático de Oriente, Santiago de Cuba
  - Los cuenteros
  - Los cuernos de Don Friolera
  - Amerindias
  - Del Teatro Cubano se trata
  - La Creación
  - El 23 se rompe el corojo
  - De cómo Santiago Apóstol puso los pies en la tierra
- De 1975 a 1984 - Conjunto Dramático de Camagüey, Camagüey
  - El hijo de Arturo Estévez
  - Ya estamos en combate
  - El juicio
  - La lucha continua
  - Los Hermanos
  - El derrumbe
  - Fumar daña su salud
  - Jucaral
  - El médico improvisado
  - El velorio de Pachencho reposición
  - Pobre Papa Montero
  - El Conde del Boniato Dulce
- A partir de 1992, Ciudad de La Habana
  - El perro del hortelano
  - El zapato sucio
  - El diario de Ana Frank
  - El escalón más alto
  - Pedro Navaja

## Premios y reconocimientos
| Premios y reconocimientos | |
| ------------------------- | --- |
| 2011                      | Medalla conmemorativa del 50 Aniversario de la UNEAC                                                            |
| 2011                      | Condición de “Artista de Mérito” de la radio y la TV cubanas                                                    |
| 2011                      | Moneda del Comité Ejecutivo del Poder Popular de Plaza, por su Trayectoria artística                            |
| 2010                      | Premio especial Omar Valdés- dado por la UNEAC                                                                  |
| 2008                      | Diploma Nicolás Guillen                                                                                         |
| 2007                      | Sello 85 Aniversario de la Radio Cubana                                                                         |
| 2005                      | Premio La Vida Es Sueño, Holguín                                                                                |
| 2004                      | Distinción 490 Aniversario-Fundación de la Villa Santa María del Puerto del Príncipe                            |
| 2004                      | Reconocimiento único, la Radio, sentido de una Vida, por el 80 aniversario de Radio Cadena Agramante, Camagüey  |
| 2003                      | Premio Caricato, de actuación en TV                                                                             |
| 2000                      | Placa Gertrudis Gómez de Avellaneda, Camagüey                                                                   |
| 2000                      | Gitana Tropical máximo galardón que otorga la Dirección Provincial de Cultura de La Habana, Ciudad de La Habana |
| 1999                      | Reconocimiento Espejo de Paciencia, dado en Camagüey                                                            |
| Texto de celda            | Texto de celda                                                                                                  |